# Irina Kulikova
Irina Kulikova (6 de agosto de 1991) es una modelo rusa. Fue descubierta en un restaurante de Moscú por Ivan Bart de IMG Models y por la actriz Liv Tyler. Ahora está representada por IMG Models worldwide, y fue nombrada una de las 10 top models de 2007 por V.
Durante su primera temporada Otoño/Invierno de 2007, abrió los desfiles de Prada y Nina Ricci, y cerró los desfiles de Yves Saint Laurent y Louis Vuitton, y fue una exclusiva de Calvin Klein en Nueva York, entre otros. Ha abierto los desfiles de Dior, Donna Karan, BCBG Max Azria, Marc Jacobs, John Galliano, y Sonia Rykiel, y cerrado los desfiles de Peter Som, Alberta Ferretti, Proenza Schouler, Donna Karan, Moschino, Dries Van Noten, John Galliano, Sonia Rykiel, Viktor & Rolf, y Vera Wang.
Recibió su primera cosecha de campañas para Prada, la nueva fragancia de Marc Jacobs "Daisy", Jil Sander, y Pringle of Scotland, mientras aparecía regularmente en editoriales para W. Es conocida por ser la modelo favorita de Marc Jacobs y John Galliano.[cita requerida]